# Католицизм в Румынии

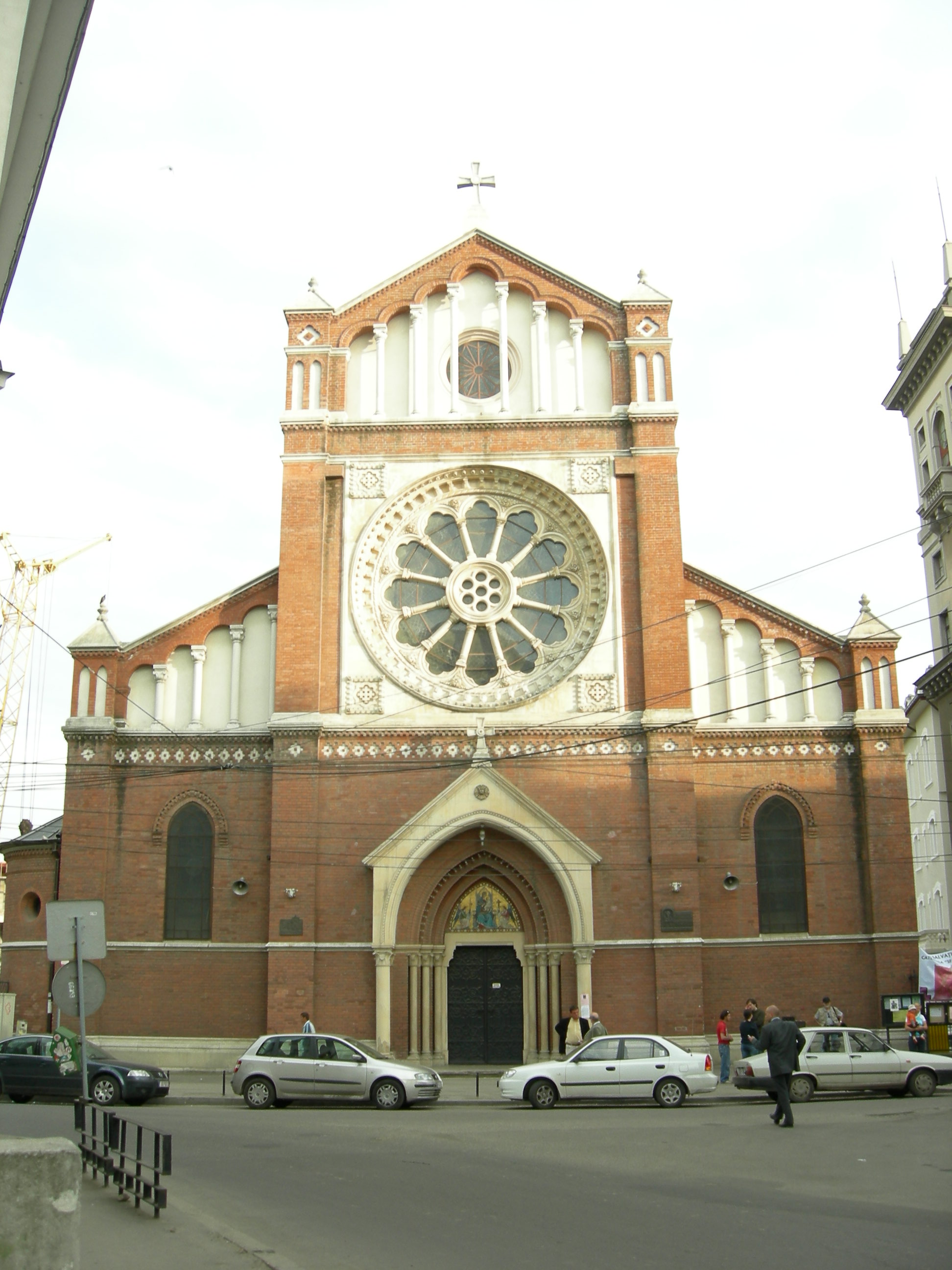
Римско-католический собор Святого Иосифа в Бухаресте

Католицизм в Румынии. Католическая церковь Румынии (рум. Biserica Romano-Catolică din România) — часть всемирной Католической церкви.
В то время, как большинство румын исповедует православие, католицизм является второй по численности религиозной деноминацией страны. По данным переписи 2002 года в стране проживает 1 028 401 человек (4,7 %) римско-католического вероисповедания. 191 556 человек (0,9 %) по данным переписи принадлежит к грекокатоликам.
Римо-католики в основном сосредоточены на западе страны, в Трансильвании. В 1992 году по данным румынского Министерства культуры и религии католиков латинского обряда было около 1,2 миллиона, из которых 770 000 составляли этнические венгры, 360 000 — этнические румыны и 70 000 — этнические немцы.
Румынские грекокатолики объединены в Румынскую грекокатолическую церковь, носящую с 2005 года статус Верховного Архиепископства. Данные о численности грекокатоликов разнятся и служат предметом дискуссий. Если по сведениям ватиканского Annuario Pontificio в 2007 году насчитывалось более 776 000 прихожан, то по переписи населения Румынии, проведённой в 2002 году, грекокатоликов было всего 191 556 человек. Справочник catholic-hierarchy приводит цифру в 758 000 человек. Большинство прихожан церкви сосредоточено в северо-западных регионах страны.

## История

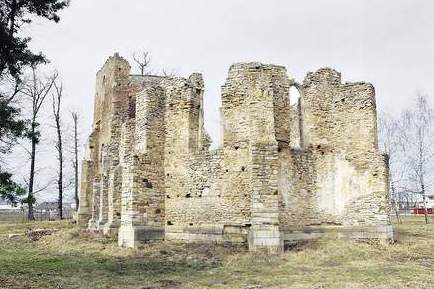
Руины католического собора в Байе (жудец Сучава)

Церковная организация на территории Румынии известна с IV века. Существовавшая здесь римская провинция Дакия входила в область Иллирика, почему и дакийские епископы находились в ведении архиепископа Сирмийского, подлежавшего юрисдикции Римского епископа. После разрушения Сирмии гуннами (V век) церковная область Дакии перешла в юрисдикцию архиепископа Солунского, подчинявшегося то Риму, то Константинополю. По учреждении в VI веке императором Юстинианом I в родном своем городе — первой Юстиниане (Justimana prima) — центра церковной администрации Дакия была подчинена последнему.
История католицизма на территории современной Румынии после раскола христианской церкви тесно связано с Трансильванией, входившей в то время в состав венгерского королевства. Старейшая католическая епархия Румынии с центром в Алба-Юлии была основана в конце XI веке при короле Ласло Святом.
Центрами других епархий стали Ченад (венг. Csanád) и Орадя (венг. Nagyvárad). Епархии подчинялись венгерской митрополии с центром в Калоче. В XIII веке первые католические миссионеры из Трансильвании были посланы в карпатский регион, где к тому времени уже действовали структуры православной церкви. Основанный здесь католический «Диоцез Кумании» просуществовал до монгольского вторжения.

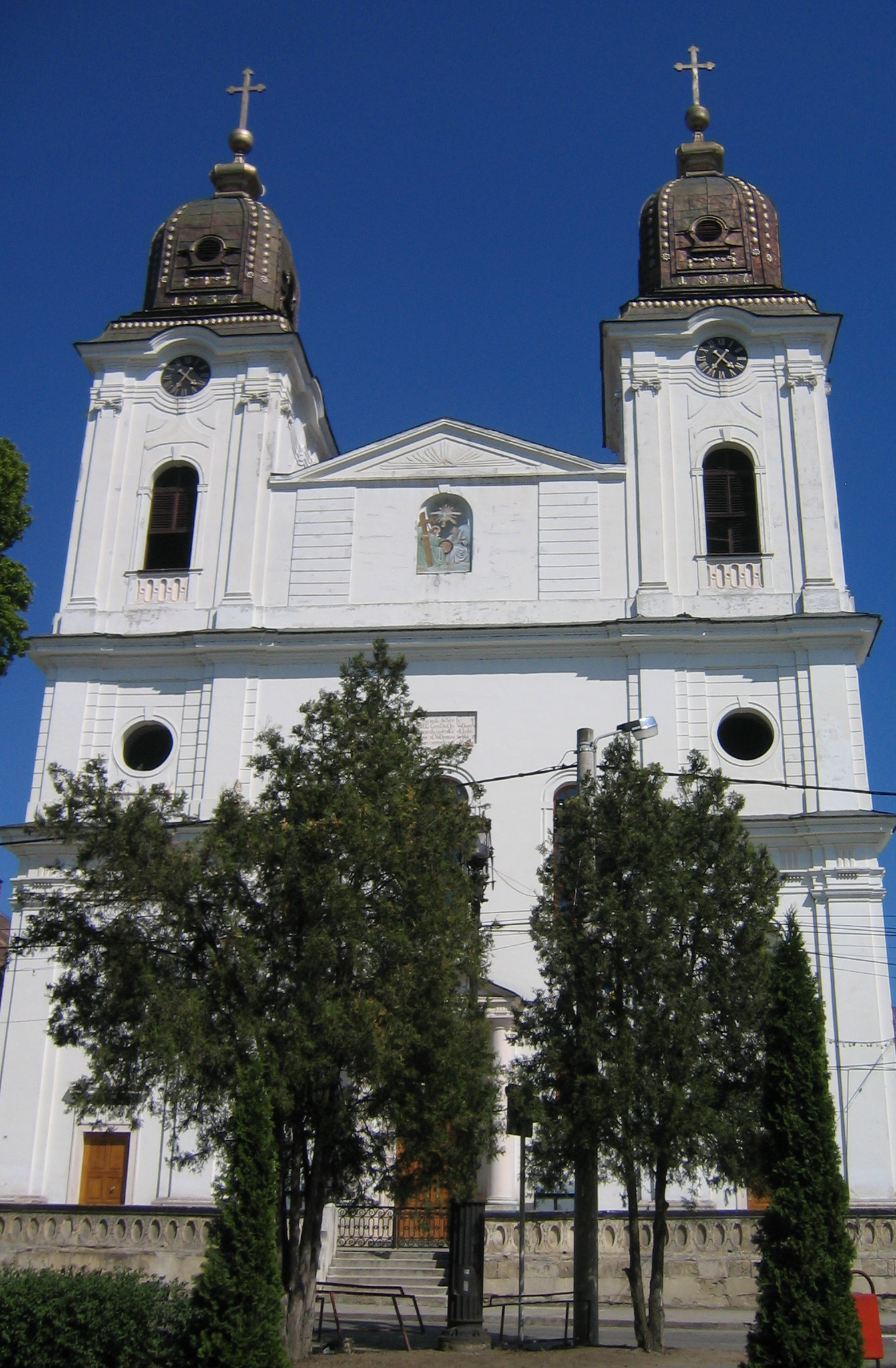
Грекокатолический собор в г. Блаж

В XIV веке были основаны независимые княжества Молдавия и Валахия, которые были в своей основе православными по населению, но с определённым католическим присутствием. Положение католиков в этих княжествах зависело от политических отношений их правителей с Венгерским королевством, и могло резко меняться. Так в период правления Владислава I, боровшегося с венгерским королём Людовиком I, в Валахии были приняты антикатолические законы, а молдавский воевода Лацко даже сам принял католицизм и безуспешно пытался сделать его государственной религией.
После битвы при Мохаче (1526 год), когда большая часть Венгрии была завоёвана Османской империей, Трансильвания попала под власть местного воеводы Яноша Запольяи, зависимого от Турции (см. Восточно-Венгерское королевство). В этот период в Трансильванию пришло реформационное движение, добившиеся больших успехов и сильно пошатнувшее позиции католиков. Епархия в Алба-Юлии была ликвидирована. Сын Яноша — Янош II Сигизмунд, в 1568 году провозгласил Тордский эдикт о свободе религии и уравнял в правах католиков и протестантов. Епархия в Алба-Юлии была восстановлена в 70-е годы при князе Стефане Баторие. Контрреформация в регионе в основном связана с деятельностью иезуитов, которые основали в 1581 году университет в Клуже. Правители Трансильвании, Молдавии и Валахии относились к деятельности иезуитов по-разному, в 1579 году они были приглашены для поддержки католической веры, в 1588 году вновь изгнаны
В XVII веке религиозные противоречия усилились. В 1601 году католический епископ был изгнан из Албы Юлии. К 1690 году католики составляли меньшинство в Трансильвании. Вместе с тем, ряд католических инициатив был успешен, так францисканская миссия среди чангошей привела к переходу в католицизм большинства представителей этого этноса. Во второй половине XVII века в Трансильванию, Молдавию и Валахию, несмотря на периодические анти-иезуитские постановления князей, прибыло большое число иезуитов из Речи Посполитой, основавших колледжи в Яссах и Котнари. В XVII веке многие из армян, проживавших главным образом в Герле (Армянополисе) и окрестностях, стали членами армянской католической церкви.

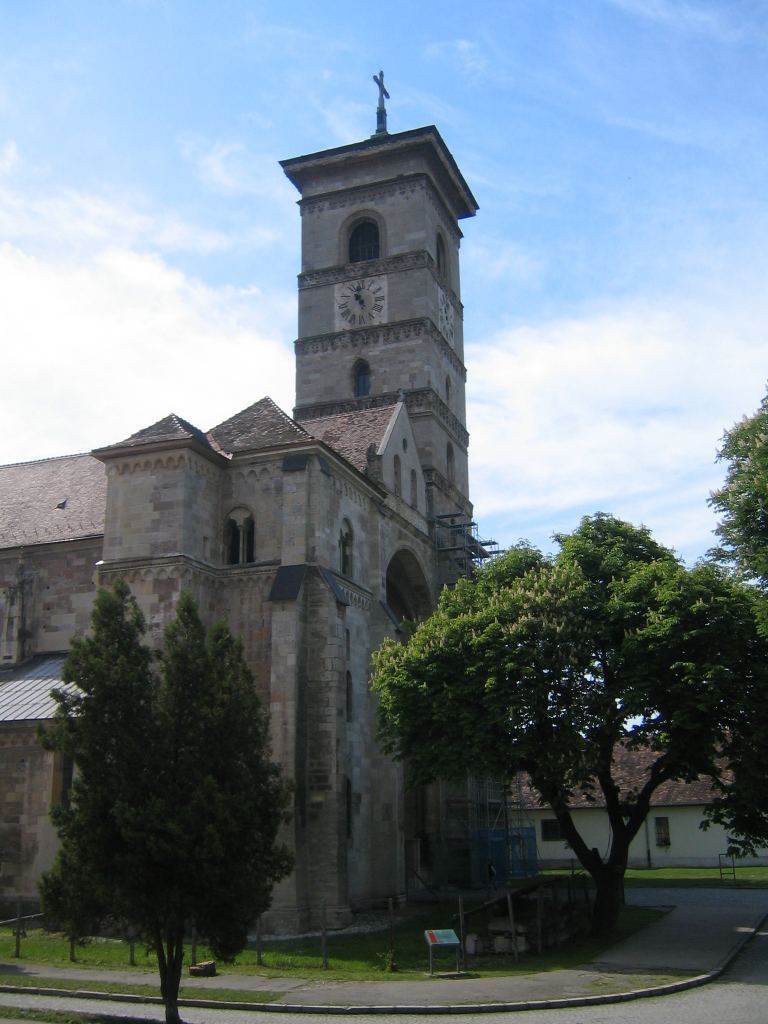
Римско-католический собор св. Михаила. Алба-Юлия

Карта римско-католических епархий Румынии

Карта грекокатолических епархий Румынии

После поражения турок в битве при Вене в 1683 году значительная часть ранее занимаемых ими территорий отошла к Австрийской державе, в том числе и Трансильвания. Император Австрии Леопольд I поддерживал идею унии православных румын Трансильвании с Римом. В 1700 году значительная часть трансильванских румын во главе с епископом Афанасием Ангелом вошли в полное общение со Святым Престолом, образовав Румынскую грекокатолическую церковь. Греко-католики Трансильвании были объединены в две епархии и подчинены латинскому епископу венгерского города Эстергом. С 1737 года центром грекокатолической церкви Румынии стал город Блаж.
В остававшихся независимыми Молдавии и Валахии католики составляли меньшинство, в конце XVIII — начале XIX веков там существовал апостольский викариат. После Объединения Молдавии и Валахии в 1859 году и создания в 1881 году королевства Румыния, Бухарестская епархия была повышена в статусе до архиепархии. В 1884 году в Бухаресте построен католический собор св. Иосифа. Румынские власти благожелательно относились к деятельности католических организаций, занимавшихся благотворительностью и образованием, так к 1913 году Братья христианских школ открыли школы для мальчиков в Бухаресте.
После Первой мировой войны, когда к Румынии была присоединена Трансильвания, католики обоих обрядов составляли в объединённом государстве 13-14 % населения. Конституция Румынии 1923 года признала Румынскую православную церковь национальной церковью страны, со Святым Престолом после длительных переговоров был заключён конкордат, утверждённый Румынией в 1929 году, а Святым Престолом в 1930 году. После заключения конкордата католический архиепископ Бухареста получил статус митрополита. Согласно переписи населения 1930 года 7,9 % населения страны исповедовали грекокатолицизм, 6,8 % — римо-католицизм.
После Второй мировой войны к власти в стране пришёл коммунистический режим. Грекокатолическая церковь подверглась жестоким гонениям. В 1948 году она была юридически ликвидирована, а всё имущество передано Румынской православной церкви. Шесть епископов были арестованы, пять из них вскоре умерло в тюрьме, а шестой — Юлий Хосса — умер в 1970 году в монастыре под домашним арестом. Уже после смерти Хоссы папа Павел VI объявил, что он был кардиналом in pectore. Церковь существовала только в подполье. В 1950 году Румыния разорвала дипломатические отношения со Святым Престолом, нунций был выслан из страны. В стране остались лишь две епархии латинского обряда с центрами в Бухаресте и Алба-Юлии, их деятельность контролировалась государством. Священник Владимир Гика, замученный в 1954 году в тюрьме, был беатифицирован в 2013 году.
После падения коммунистического режима в 1989 году деятельность католической церкви в стране нормализовалась, а грекокатолики Румынии смогли выйти из подполья. Ликвидированные коммунистами латинские и грекокатолические епархии были воссозданы. В мае 1990 года вновь установлены дипломатические отношения с Ватиканом. 16 декабря 2005 года папа Бенедикт XVI предоставил Румынской грекокатолической церкви статус Верховного Архиепископства.

## Структура
Всего в Румынии существует 12 католических епархий: 6 — латинского обряда (включая две архиепархии), 6 — грекокатолических и 1 ординариат армян-католиков.
Латинская Архиепархия Алба-Юлии имеет статус архиепархии прямого подчинения Святому Престолу, в то время как архиепархия Бухареста является митрополией, ей подчинены другие 4 епархии латинского обряда. Румынская грекокатолическая церковь состоит из архиепархии Фэгэраша и Алба-Юлии, а также суффраганных ей других 5 грекокатолических епархий.
Четыре румынских католических храма имеют почётный статус «малая базилика» — базилика Пресвятой Богородицы в Меркуря-Чук (жудец Харгита), кафедральный собор Успения в городе Орадя, базилики в городах Арад и Сучава. Базилика в Меркуря-Чук служит местом паломничества для католиков как Румынии, так и Венгрии.
Статистика по епархиям (данные 2006 года):
| Епархия                                | Епархия                              | Статус                                        | Митрополия                       | Обряд        | Число католиков | Число священников | Число приходов | Глава                                | Кафедральный собор                        | Примечания                                     |
| Архиепархия Бухареста                  | Bucureşti                            | Митрополия                                    |                                  | Латинский    | 91 500          | 119               | 66             | Иоан Робу                            | Собор Святого Иосифа, Бухарест            |                                                |
| Архиепархия Алба-Юлии                  | Alba Julia                           | Архиепархия прямого подчинения                |                                  | Латинский    | 441 449         | 332               | 277            | Дьёрдь-Миклош Якубуньи               | Собор Святого Михаила, Алба-Юлия          |                                                |
| Епархия Ясс                            | Iaşi                                 | Епархия                                       | Архиепархия Бухареста            | Латинский    | 255 798         | 364               | 130            | Петру Гергел                         | Собор Успения Пресвятой Богородицы, Яссы  |                                                |
| Епархия Оради                          | Oradea                               | Епархия                                       | Архиепархия Бухареста            | Латинский    | 102 000         | 139               | 139            | Ласло Бочкеи                         | Собор Успения Пресвятой Богородицы, Орадя |                                                |
| Епархия Сату-Маре                      | Satu Mare                            | Епархия                                       | Архиепархия Бухареста            | Латинский    | 70 000          | 62                | 60             | Йено Шомбергер                       | Собор Вознесения Господня, Сату-Маре      |                                                |
| Епархия Тимишоары                      | Timişoara                            | Епархия                                       | Архиепархия Бухареста            | Латинский    | 168 000         | 91                | 73             | Мартин Роош                          | Собор Святого Георгия, Тимишоара          |                                                |
| Архиепархия Фэгэраша и Алба-Юлии       | Făgăraş şi Alba Iulia                | Архиепархия, центр Верховного Архиепископства |                                  | Византийский | 367 000         | 162               | 194            | Верховный Архиепископ Лучиан Мурешан | Собор Святой Троицы, Блаж                 | архиепархия Румынской грекокатолической церкви |
| Епархия Клуж-Герлы                     | Cluj — Gherla                        | Епархия                                       | Архиепархия Фэгэраша и Алба-Юлии | Византийский | 60 000          | 160               | 179            | Флорентин Крихэлмяну                 | Собор Преображения, Клуж-Напока           | часть Румынской грекокатолической церкви       |
| Епархия Оради                          | Oradea                               | Епархия                                       | Архиепархия Фэгэраша и Алба-Юлии | Византийский | 106 827         | 68                | 58             | Вирджил Берчя                        | Собор Святого Иосифа, Орадя               | часть Румынской грекокатолической церкви       |
| Епархия Марамуреша                     | Maramureş                            | Епархия                                       | Архиепархия Фэгэраша и Алба-Юлии | Византийский | 128 490         | 136               | 154            | Василе Бизау                         | Собор Святой Троицы, Марамуреш            | часть Румынской грекокатолической церкви       |
| Епархия Лугожа                         | Lugoj                                | Епархия                                       | Архиепархия Фэгэраша и Алба-Юлии | Византийский | 96 427          | 104               | 116            | Александру Месьян                    | Собор Сошествия Святого Духа, Лугож       | часть Румынской грекокатолической церкви       |
| Епархия Василия Великого в Бухаресте   | Sfântul Vasile cel Mare de București | Епархия                                       | Архиепархия Фэгэраша и Алба-Юлии | Византийский |                 |                   |                | Михай Фрэцилэ                        | Собор Святого Василия Великого, Бухарест  | часть Румынской грекокатолической церкви       |
| ординариат для армян-католиков Румынии |                                      | ординариат прямого подчинения                 |                                  | Армянский    | 515             |                   |                |                                      | Армянский собор Святой Троицы г. Герла    |                                                |